# Січень 2023
Січень 2023 — перший місяць 2023 року, що розпочався в неділю 1 січня та закінчився у вівторок 31 січня.

## Події
- 1 січня
  - Хорватія офіційно перейшла з куни на євро і стала 20-ю державою-членом єврозони, а також 27-ою державою-членом Шенгенської зони[1][2]. Це перше розширення валютного союзу після вступу Литви у 2015 році і перше розширення Шенгенської зони після вступу Ліхтенштейну у 2011 році.
- 3 січня
  - Із мису Канаверал за допомогою ракети-носія Falcon-9 виведено на орбіту український наносупутник PolyITAN-HP-30, створений до 30-річчя Незалежності України.[3].
- 7 січня
  - В Успенському соборі Києво-Печерської лаври відбулось перше богослужіння Православної церкви України з нагоди Різдва Христового за юліанським календарем. Службу очолив митрополит Київський і всієї України Епіфаній[4].
- 8 січня
  - У Бразилії тисячі демонстрантів-прихильників колишнього президента країни Жаїра Болсонару штурмували головні урядові будівлі країни — Національного конгресу, президентського палацу та Верховного суду, аби спровокувати військовий переворот проти уряду. Цю подію порівнюють зі штурмом Капітолія в січні 2021 року, який вчинили прихильники Дональда Трампа, який програв вибори в США наприкінці 2020 року[5].
- 14 січня
  - Збройні сили РФ завдали ракетного удару по житловому будинку в Дніпрі, знищивши під'їзд, де загинуло щонайменше 45 осіб[6][7].
- 15 січня
  - Відбувся трансфер півзахисника донецького «Шахтаря» та збірної України з футболу Михайла Мудрика до лондонського «Челсі» за 70 млн євро, а також додаткові 30 млн євро як бонуси)[8]. Це найвища сума трансферу за українського гравця в історії.
- 17 січня
  - В Україні вперше відбулась приватизація морського торговельного порту — «Усть-Дунайськ»[9]. На аукціоні з продажу порту перемогла вінницька компанія «Еліксир Україна», яка займається реалізацією мінеральних добрив. Найвища запропонована сума — 201 млн грн.
- 18 січня
  - Унаслідок падіння гелікоптера в Броварах на Київщині загинуло вище керівництво Міністерства внутрішніх справ України: міністр Денис Монастирський, перший заступник Євгеній Єнін та державний секретар міністерства Юрій Лубкович[10].
- 25 січня

Історичний центр міста-порту Одеса включено до Списку Всесвітньої спадщини ЮНЕСКО під загрозою
- 27-28 січня
  - Відбувся другий тур виборів Президента Чехії. Перемогу здобув Петр Павел, набравши 58,32% голосів. Його суперник — проросійський мільярдер Андрей Бабіш — 41,67%[12].
- 30 січня
  - У мечеті пакистанського міста Пешавар терорист-смертник підірвав себе під час молитви, вбивши більше 100 людей[13].
- 31 січня
  - Відбувся найдорожчий трансфер в історії київського «Динамо». Захисник Ілля Забарний перейшов у склад англійського клубу «Борнмут» за суму приблизно в 25 млн фунтів стерлінгів[14] або 27 млн євро[15].